# 7114 Weinek
7114 Weinek este un asteroid din centura principală de asteroizi.

## Descriere
7114 Weinek este un asteroid din centura principală de asteroizi. A fost descoperit pe 29 noiembrie 1986 la Observatorul Kleť de Antonín Mrkos. Asteroidul prezintă o orbită caracterizată de o semiaxă mare de 3,14 ua, o excentricitate de 0,14 și o înclinație de 5,2° în raport cu ecliptica.